# Chiarissimo Falconieri Mellini
Chiarissimo Falconieri Mellini (Roma, 25 settembre 1794 – Ravenna, 22 agosto 1859) è stato un cardinale e arcivescovo cattolico italiano.

## Biografia

### Origini
Era figlio del marchese Alessandro Falconieri, di antica famiglia fiorentina trapiantata a Roma a fine Cinquecento, e di Marianna Lante Montefeltro della Rovere.
Essendo l'ultimo della famiglia lasciò erede dei beni dei Falconieri (vincolati da un fedecommesso) il conte Luigi di Carpegna, padre del principe Guido Orazio Di Carpegna Falconieri.

### Cardinalato
Papa Gregorio XVI lo elevò al rango di cardinale nel concistoro del 12 febbraio 1838.
Partecipò al conclave del 1846 che elesse Pio IX.
Dall'inizio del 1859 fu camerlengo del Collegio cardinalizio, carica che mantenne fino alla morte.

## Genealogia episcopale e successione apostolica
La genealogia episcopale è:
- Cardinale Scipione Rebiba
- Cardinale Giulio Antonio Santori
- Cardinale Girolamo Bernerio, O.P.
- Arcivescovo Galeazzo Sanvitale
- Cardinale Ludovico Ludovisi
- Cardinale Luigi Caetani
- Cardinale Ulderico Carpegna
- Cardinale Paluzzo Paluzzi Altieri degli Albertoni
- Papa Benedetto XIII
- Papa Benedetto XIV
- Papa Clemente XIII
- Cardinale Enrico Benedetto Stuart
- Papa Leone XII
- Cardinale Chiarissimo Falconieri Mellini

La successione apostolica è:
- Vescovo Mariano Baldassare Medici, O.P. (1833)
- Cardinale Camillo Di Pietro (1839)
- Vescovo Antonio Magrini (1849)

## Ascendenza
|                                                         |                                                            |                                                              | Genitori                                        |  |  | Nonni |  |  | Bisnonni          |  |  | Trisnonni        |  |
|                                                         |                                                            |                                                              |                                                 |  |  |       |  |  | Orazio Falconieri |  |  | Mario Falconieri |  |
|                                                         |                                                            |                                                              |                                                 |  |  |       |  |  | Orazio Falconieri |  |  | Mario Falconieri |  |
|                                                         |                                                            | Maria Costanza del Rosso                                     |                                                 |  |  |       |  |  | Orazio Falconieri |  |  |                  |  |
| Mario Falconieri                                        |                                                            |                                                              |                                                 |  |  |       |  |  | Orazio Falconieri |  |  |                  |  |
|                                                         |                                                            | Mobilia Muti Papazzurri                                      | Girolamo Muti Papazzurri                        |  |  |       |  |  |                   |  |  |                  |  |
|                                                         |                                                            | Mobilia Muti Papazzurri                                      | Girolamo Muti Papazzurri                        |  |  |       |  |  |                   |  |  |                  |  |
|                                                         |                                                            | Mobilia Muti Papazzurri                                      | Anna Maria Costaguti                            |  |  |       |  |  |                   |  |  |                  |  |
| Alessandro Falconieri Mellini                           |                                                            | Mobilia Muti Papazzurri                                      |                                                 |  |  |       |  |  |                   |  |  |                  |  |
|                                                         |                                                            | Nicola Mellini                                               | Pietro Mellini                                  |  |  |       |  |  |                   |  |  |                  |  |
|                                                         |                                                            | Nicola Mellini                                               | Pietro Mellini                                  |  |  |       |  |  |                   |  |  |                  |  |
|                                                         |                                                            | Nicola Mellini                                               | Giulia Ceuli                                    |  |  |       |  |  |                   |  |  |                  |  |
| Giulia Mellini                                          |                                                            | Nicola Mellini                                               |                                                 |  |  |       |  |  |                   |  |  |                  |  |
|                                                         |                                                            | Ginevra Toruzzi                                              | …                                               |  |  |       |  |  |                   |  |  |                  |  |
|                                                         |                                                            | Ginevra Toruzzi                                              | …                                               |  |  |       |  |  |                   |  |  |                  |  |
|                                                         |                                                            | Ginevra Toruzzi                                              | …                                               |  |  |       |  |  |                   |  |  |                  |  |
| Chiarissimo Falconieri Mellini                          |                                                            | Ginevra Toruzzi                                              |                                                 |  |  |       |  |  |                   |  |  |                  |  |
|                                                         | Filippo Lante Montefeltro della Rovere, IV duca di Bomarzo | Ludovico Lante Montefeltro della Rovere, III duca di Bomarzo |                                                 |  |  |       |  |  |                   |  |  |                  |  |
|                                                         | Filippo Lante Montefeltro della Rovere, IV duca di Bomarzo | Ludovico Lante Montefeltro della Rovere, III duca di Bomarzo |                                                 |  |  |       |  |  |                   |  |  |                  |  |
|                                                         | Filippo Lante Montefeltro della Rovere, IV duca di Bomarzo | Angela Vaini                                                 |                                                 |  |  |       |  |  |                   |  |  |                  |  |
| Luigi Lante Montefeltro della Rovere, V duca di Bomarzo | Filippo Lante Montefeltro della Rovere, IV duca di Bomarzo |                                                              |                                                 |  |  |       |  |  |                   |  |  |                  |  |
|                                                         |                                                            | Maria Virginia Altieri                                       | Emilio Altieri, II principe di Oriolo           |  |  |       |  |  |                   |  |  |                  |  |
|                                                         |                                                            | Maria Virginia Altieri                                       | Emilio Altieri, II principe di Oriolo           |  |  |       |  |  |                   |  |  |                  |  |
|                                                         |                                                            | Maria Virginia Altieri                                       | Costanza Chigi                                  |  |  |       |  |  |                   |  |  |                  |  |
| Marianna Lante Montefeltro della Rovere                 |                                                            | Maria Virginia Altieri                                       |                                                 |  |  |       |  |  |                   |  |  |                  |  |
|                                                         |                                                            | Michelangelo Caetani, X duca di Sermoneta                    | Gaetano Francesco Caetani, IX duca di Sermoneta |  |  |       |  |  |                   |  |  |                  |  |
|                                                         |                                                            | Michelangelo Caetani, X duca di Sermoneta                    | Gaetano Francesco Caetani, IX duca di Sermoneta |  |  |       |  |  |                   |  |  |                  |  |
|                                                         |                                                            | Michelangelo Caetani, X duca di Sermoneta                    | Costanza Barberini                              |  |  |       |  |  |                   |  |  |                  |  |
| Enrichetta Caetani                                      |                                                            | Michelangelo Caetani, X duca di Sermoneta                    |                                                 |  |  |       |  |  |                   |  |  |                  |  |
|                                                         |                                                            | Carlotta Ondedei                                             | Zongo Ondedei                                   |  |  |       |  |  |                   |  |  |                  |  |
|                                                         |                                                            | Carlotta Ondedei                                             | Zongo Ondedei                                   |  |  |       |  |  |                   |  |  |                  |  |
|                                                         |                                                            | Carlotta Ondedei                                             | Teresa Cima                                     |  |  |       |  |  |                   |  |  |                  |  |
|                                                         |                                                            | Carlotta Ondedei                                             |                                                 |  |  |       |  |  |                   |  |  |                  |  |